# توبن (تنکابن)
توبن (تنکابن)، روستایی است از توابع بخش نشتا شهرستان تنکابن در استان مازندران ایران.

## جمعیت
این روستا در دهستان تمشکل قرار دارد و مرکز این دهستان بشمار می‌آید که بر اساس سرشماری مرکز آمار ایران در سال ۱۳۹۵، جمعیت آن ۱۱۴۶ نفر (۳۸۱ خانوار) بوده‌است.